# Serixia marginata
Serixia marginata là một loài bọ cánh cứng trong họ Cerambycidae.